# Брунейски долар
Вижте пояснителната страница за други значения на долар.
Брунейският долар (на малайски:ڠڬيت بروني) е официалната валута в Бруней. Дели се на 100 цента.

## Монети
Има монети от 1, 5, 10, 20, 50 цента.

## Банкноти
Емитират се банкноти от 1, 5, 10, 50 и 100 долара.